# The Roxy
Клуб «Рокси» (англ. The Roxy) — легендарный лондонский панк-клуб, открывшийся в 1977 году. The Roxy просуществовал всего год, но за это время здесь отыграли практически все значимые панк-группы 1970-х годов — Clash, Damned, Buzzcocks, Slaughter & The Dogs, Eater и другие (исключение составили, разве что, Sex Pistols).

## История
Клуб Рокси возник на месте бывшего гей-клуба «Чагуарамас» на задворках Ковент-Гардена. Его основателями стали Барри Джонс, Ральф Йедрашик (чья роль в клубе была минимальна) и Энди Зезовски (менеджер группы Chelsea). Дон Леттс был приглашен в клуб диджеем . До этого он работал в «Акме Аттракшнс», одном из нескольких магазинов, где продавали панк-одежду и единственном, где звучала музыка реггей (которую ставил Леттс).
Клуб открылся первого января 1977-го года. В новогоднюю ночь в клубе выступили Clash (известные кадры: Джо Страммер выступает в рубашке с гигантской надписью «1977» на ней), Generation X (группа, образоаванная участниками незадолго до этого распавшихся Chelsea), Damned и группа Джонни Тандерса The Heartbreakers. Среди приглашенных групп были так же и Sex Pistols, однако менеджер Малькольм Макларен запретил им выступать.
В марте в клубе была устроена «Американская Неделя», во время которой в «Рокси» выступили The Heartbreakers, Вэйн Каунти и The Electric Chairs, Черри Ванилла с группой, которая в будущем станет The Police.
Весной же был записан концертный альбом Live At The Roxy. Сборник включил в себя 12 песен, среди которых были записи Slaughter & The Dogs, Johnny Moped, Unwanted, X-Ray Spex, Adverts. Альбом был продюсирован Майком Торном (продюсер на EMI) и вошел в двадцатку лучших альбомов 1977 года.
23 апреля 1977 года владельцы «Рокси» выгнали Энди Зезовски из клуба за годовую неуплату аренды. Энди был главной движущей силой клуба, не давая ему отойти от панк-стилистики, как бы невыгодно это ни было. В тот день в клубе выступала группа Siouxsie Sioux & The Banshees; Сьюзи со сцены объявила, что так как Энди больше не является заведующим, клуб закрывается. С этого дня завсегдатаи «Рокси» перестали посещать клуб.
Энди остался в музыкальном бизнесе, работая с разными группами и давая бесчисленные интервью об ушедших днях. Барри Джонс, всегда мечтавший о карьере музыканта, организовал группу Jet Separation, после чего уехал в Нью Йорк и собрал группу Idols с вместе с барабанщиком New York Dolls Джерри Ноланом, а потом London Cowboys.
Дон Леттс некоторое время выступал в роли менеджера, а потом стал участником группы Big Audio Dynamite с Миком Джонсом. Сейчас Дон играет в группе Carbon Silicone с Миком и Тони Джеймсом из Clash.
Что касается клуба, то «Рокси» продержался до лета следующего года, после чего закрылся окончательно.

## Список исполнителей, игравших в клубе «The Roxy»
| - 101ers - 999 - Buzzcocks - Chelsea - Clash - Cock Sparrer - The Damned - The Drones - Eater - Generation X - Johnny Thunders & The Heartbreakers - The Members | - Penetration - Sham 69 - Slaughter & The Dogs - Squeeze - The Stranglers - Subway Sect - Tubeway Army - UK Subs - The Vibrators - X-Ray Spex - XTC |  |